# Mosskryptolav
Mosskryptolav (Absconditella sphagnorum) är en lavart som beskrevs av Vezda & Poelt. Mosskryptolav ingår i släktet Absconditella och familjen Stictidaceae.  Arten är reproducerande i Sverige. Inga underarter finns listade i Catalogue of Life.